# Licinia (Gattin von Gaius Marius dem Jüngeren)
Licinia war eine im 1. Jahrhundert v. Chr. lebende vornehme Römerin und entstammte dem Plebejergeschlecht der Licinier. Sie war die jüngere Tochter des bedeutenden Redners und Konsuls von 95 v. Chr., Lucius Licinius Crassus, und der Mucia. Ebenso wie ihre ältere gleichnamige Schwester zeichnete sie sich durch ein großes rednerisches Talent aus. Sie wurde um 95/94 v. Chr. die Gattin von Gaius Marius dem Jüngeren, der als Konsul 82 v. Chr. im Kampf gegen Sulla ums Leben kam.
Später behauptete ein Betrüger, der sogenannte „Falsche Marius“, ein Sohn von Licinia und Gaius Marius dem Jüngeren zu sein. Er wurde Mitte April 44 v. Chr. auf Befehl des Triumvirn Marcus Antonius erdrosselt.